# 甲府車站
甲府車站（日语：〔〕／ Kōfu eki */?）是一位於日本山梨縣甲府市丸之內，隸屬於東日本旅客鐵道（JR東日本），並與東海旅客鐵道（JR東海）共用的鐵路車站。本站是山梨縣的縣廳所在地甲府市的主車站，也是日本中部的主要幹線鐵路中央本線與地方交通線身延線的交會車站，由於在路線管轄權方面身延線是JR東海所屬的路線，因此本站也是JR東海與擁有中央本線管轄權的JR東日本之轄區分界點（實際上的分界線位於身延線上甲府至金手間的路段上）。

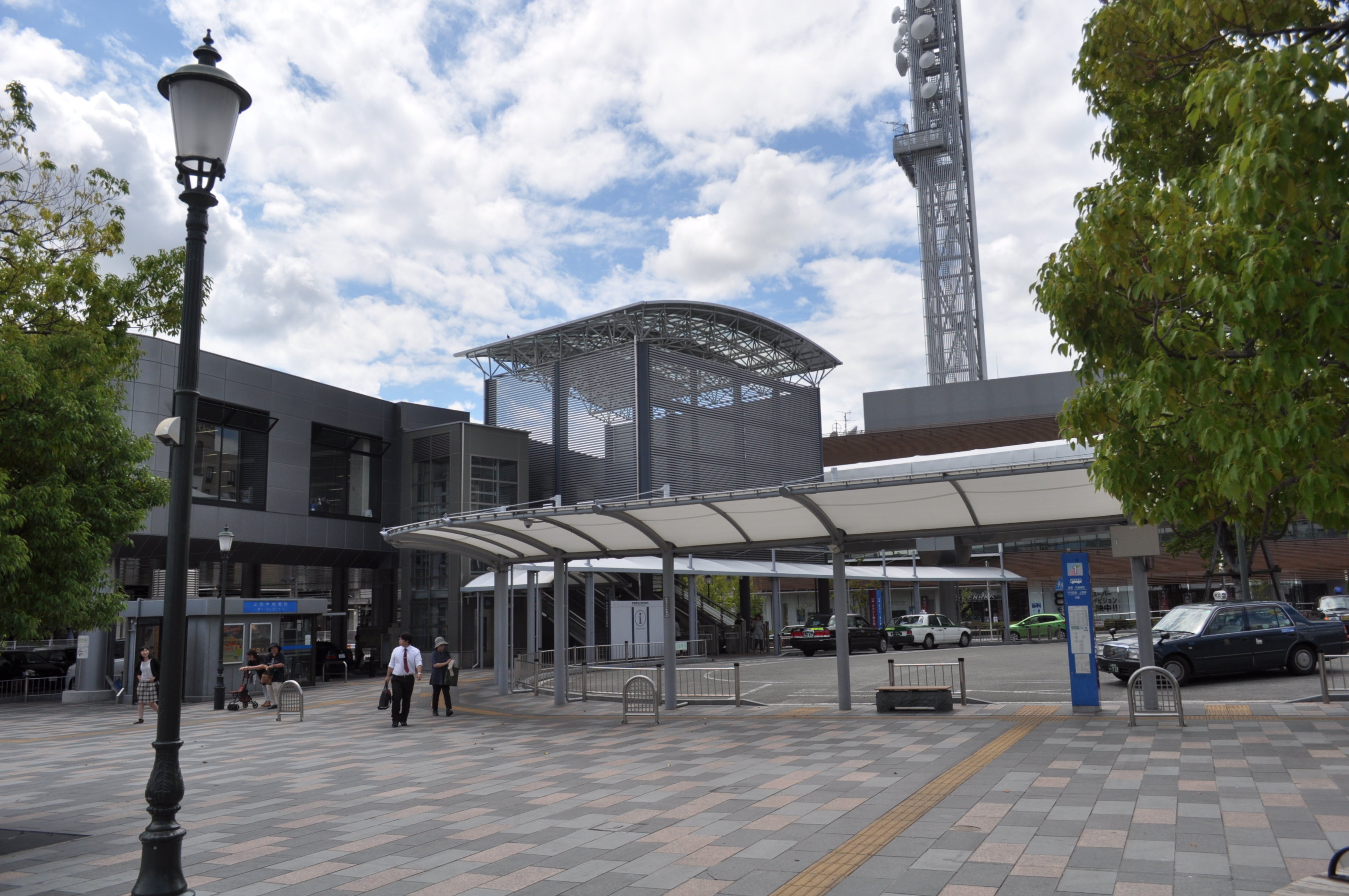
北口 (2017年8月)

## 車站構造
本站是平面車站。在站內的月台配置上，緊鄰南口（車站正面出口）之處設有一座側式月台和一條乘車線，而靠北側則設有一座島式月台與兩條乘車線，自站房往北依序為第1、第2與第3乘車線，主要是由行駛於中央本線上的列車使用。站房旁的側式月台向東延伸一段距離之處，並配有一缺角式月台，4號線就設在此處，缺角式月台的南面還設有5號線，因此整個月台的延伸部位又可以視為一座島式月台，主要是供身延線的列車停靠。

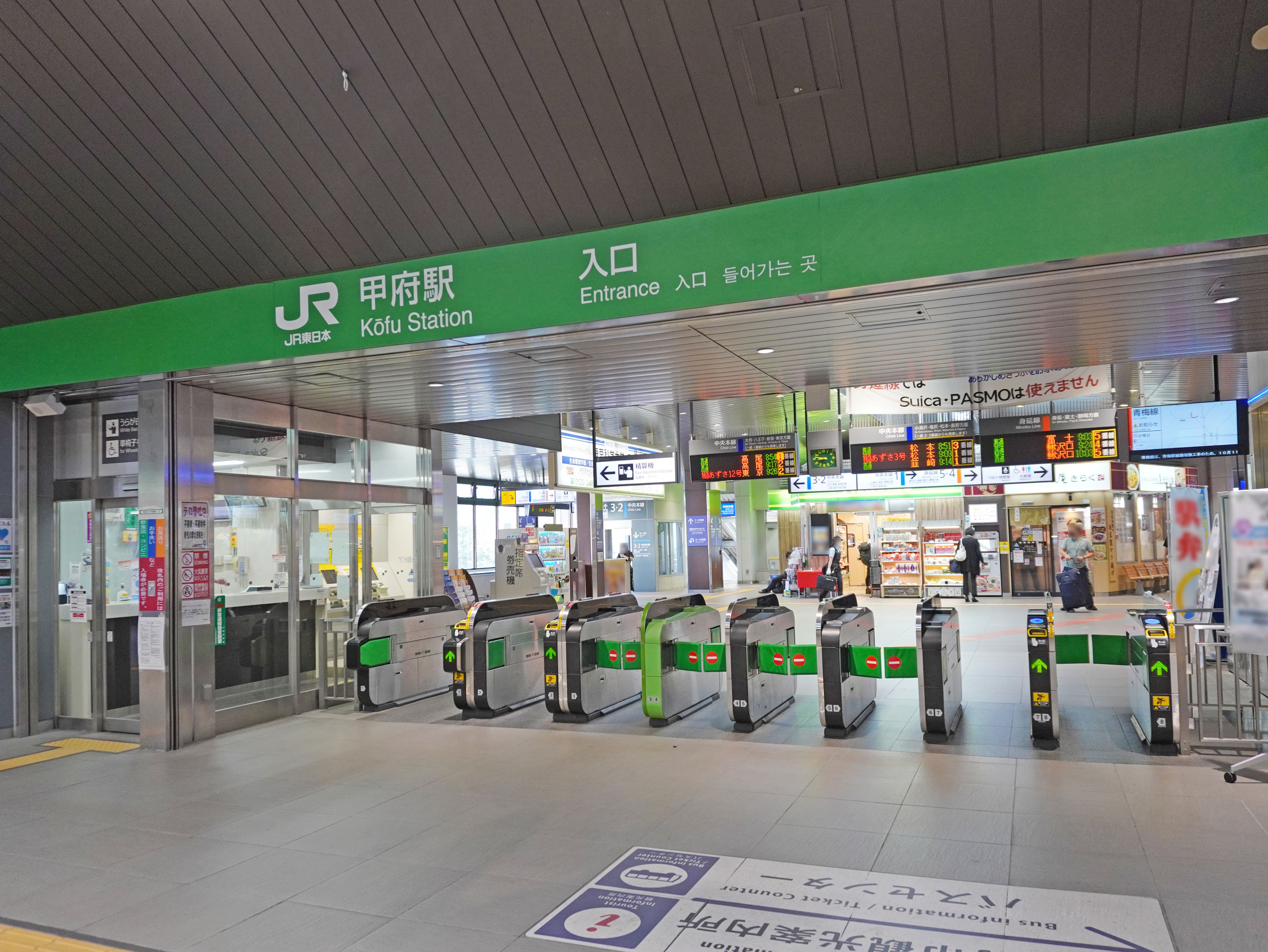
驗票口（2022年10月）
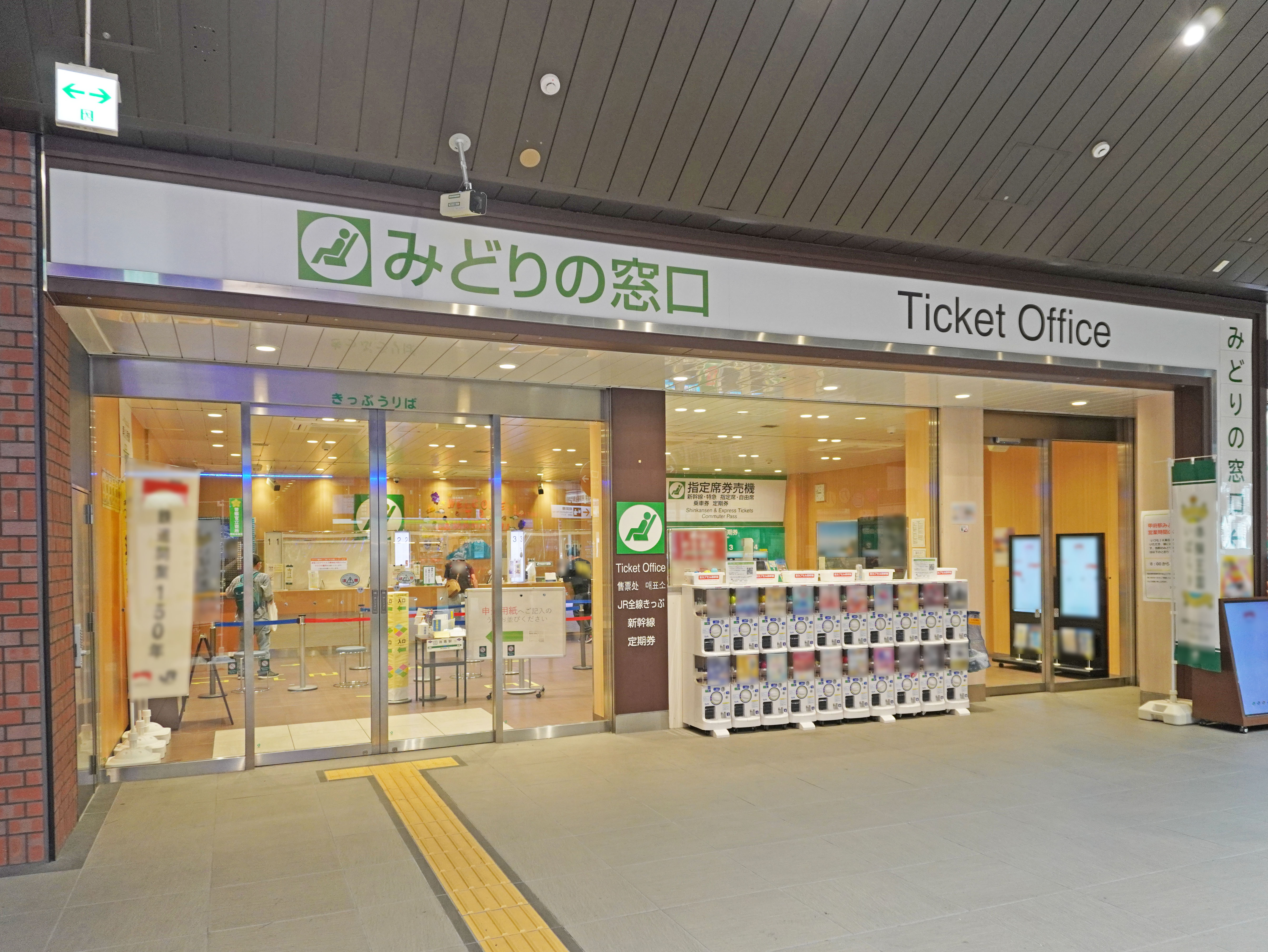
綠色窗口（2022年10月）
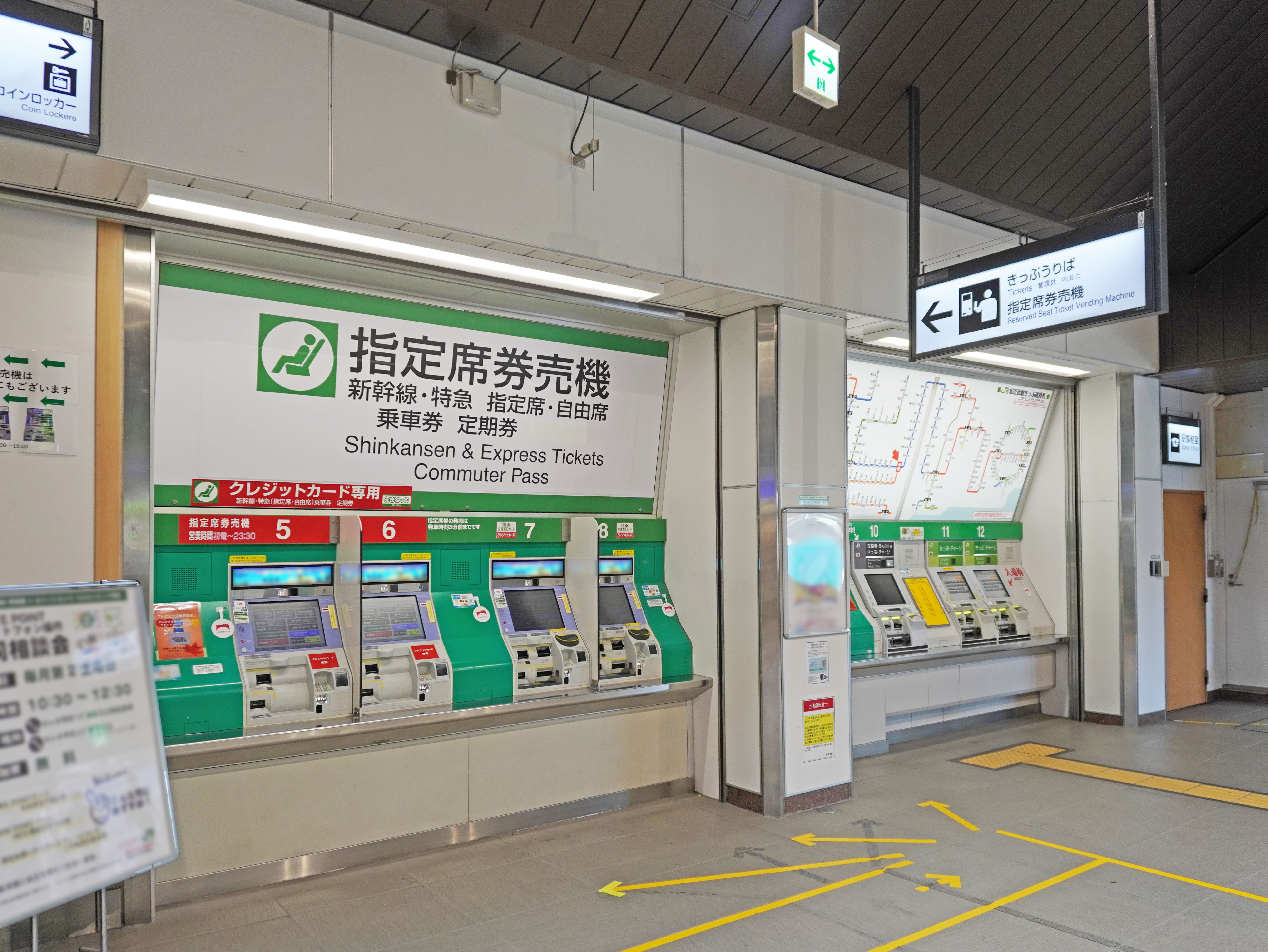
自動售票機（2022年10月）
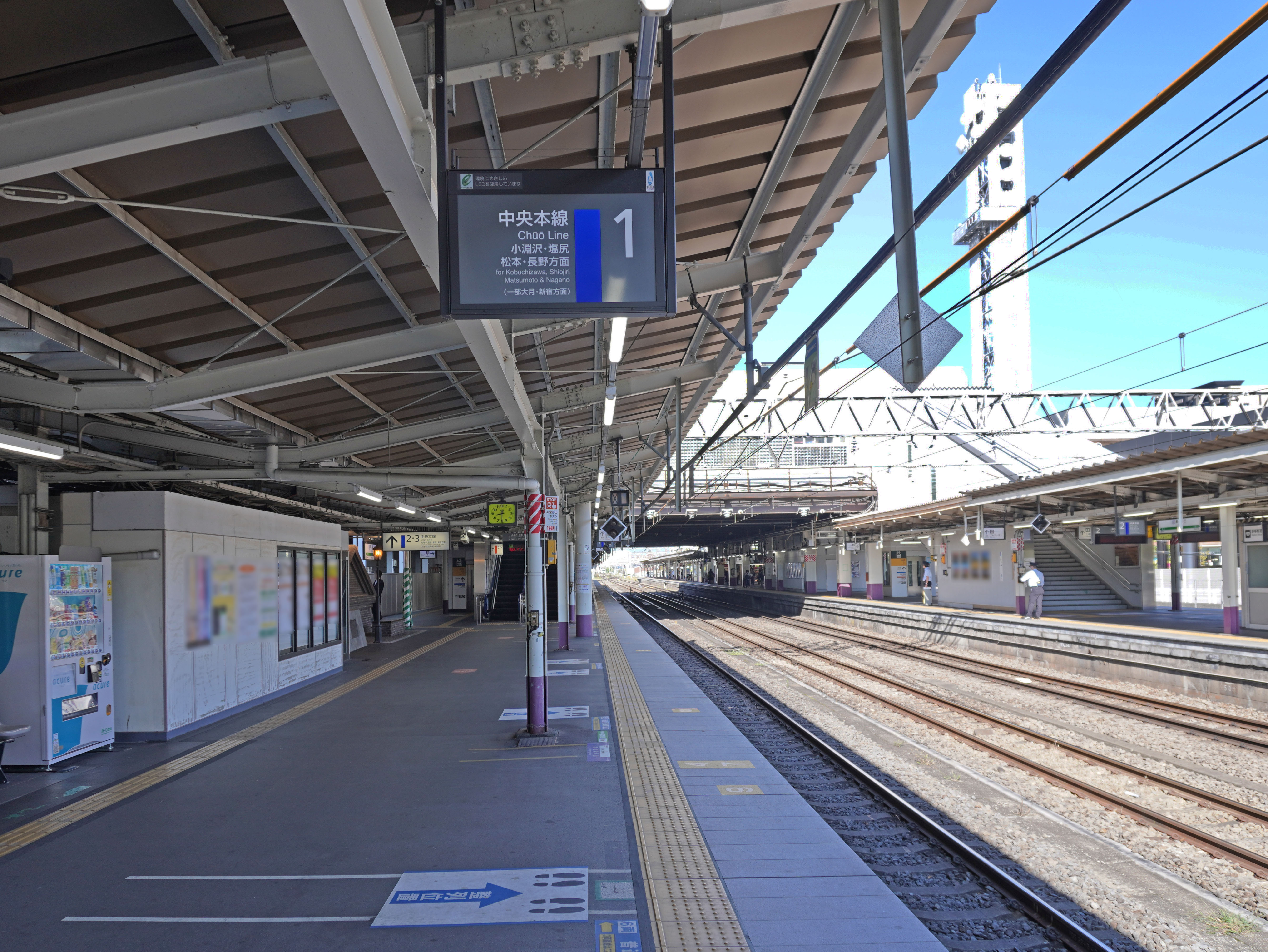
1號月台（2022年10月）
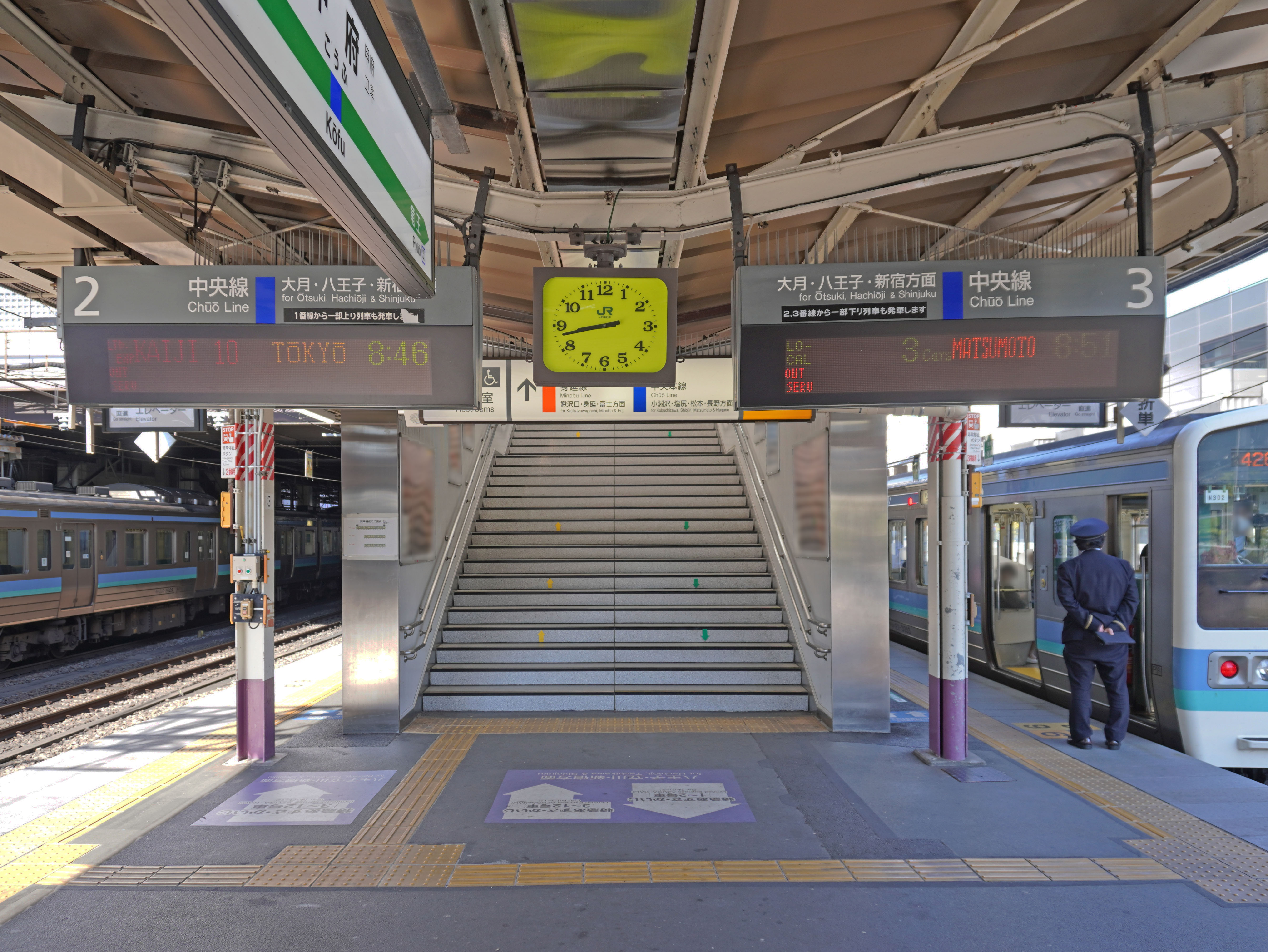
2號與3號月台（2022年10月）
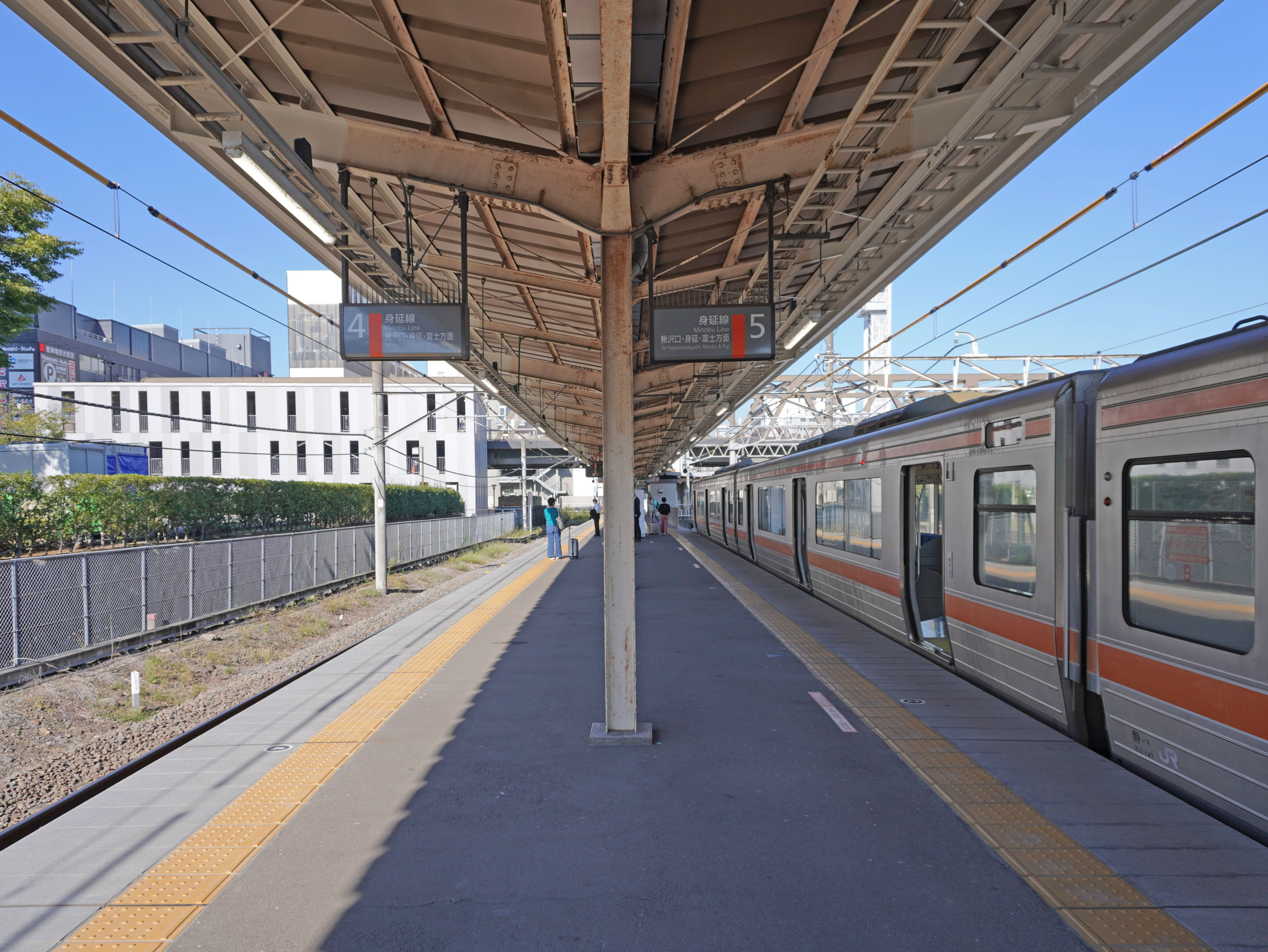
4號與5號月台（2022年10月）

### 月台配置
| 月台  | 路線     | 方向 | 目的地                       | 備註                           |
| ----- | -------- | ---- | ---------------------------- | ------------------------------ |
| 1 - 3 | 中央本線 | 下行 | 小淵澤、鹽尻、松本、長野方向 | 部分的普通列車於2、3號月台開出 |
| 1 - 3 | 中央本線 | 上行 | 大月、八王子、新宿、東京方向 | 部分的普通列車於1號月台開出    |
| 4、5  | 身延線   |      | 鰍澤口、身延、富士、靜岡方向 |                                |

（來源：JR東日本:車站構內圖 （页面存档备份，存于））
在3號線更北側的車站遠端還有一條沒有月台的路線，主要是作為貨運列車的等待線。負責附近路段車輛維護調度的甲府運轉區並沒有設置在甲府車站站區內，而是位於車站以西約1.5公里處，設置有大量的停車用側線。在過去，甲府車站的北半部設有一貨運車站，但在1984年時中止貨運服務，並於1988年時全部轉移合併至隔鄰的龍王車站。貨運車站拆遷後空出的用地則被劃作歷史公園用地。
甲府車站是引進東京圈輸送管理系統（ATOS）範圍的最西端邊界。車站內終年配有站務員，也設有觀景廣場（びゅうプラザ，View Plaza，JR東日本所屬的旅行中心）、綠窗口（の窓口，JR系統的票務櫃台）與指定席自動售票機等設施，整合設置在跨線式站房之內。

## 使用情況
JR東日本統計2間公司在2018年度（平成30年度）1日平均上車人次為15,165人。另外，此數字不包括下車客與2間公司之間的轉乘客。山梨縣內車站當中最多。
近年的推移如下表。
| 上車人次推移       | 上車人次推移     | 上車人次推移 |
| 年度               | 1日平均 上車人次 | 來源         |
| ------------------ | ---------------- | ------------ |
| 2000年（平成12年） | 16,910           | [ JR 2 ]     |
| 2001年（平成13年） | 16,291           | [ JR 3 ]     |
| 2002年（平成14年） | 15,303           | [ JR 4 ]     |
| 2003年（平成15年） | 14,976           | [ JR 5 ]     |
| 2004年（平成16年） | 14,717           | [ JR 6 ]     |
| 2005年（平成17年） | 14,585           | [ JR 7 ]     |
| 2006年（平成18年） | 14,425           | [ JR 8 ]     |
| 2007年（平成19年） | 14,496           | [ JR 9 ]     |
| 2008年（平成20年） | 14,239           | [ JR 10 ]    |
| 2009年（平成21年） | 13,897           | [ JR 11 ]    |
| 2010年（平成22年） | 13,869           | [ JR 12 ]    |
| 2011年（平成23年） | 13,608           | [ JR 13 ]    |
| 2012年（平成24年） | 14,277           | [ JR 14 ]    |
| 2013年（平成25年） | 14,556           | [ JR 15 ]    |
| 2014年（平成26年） | 14,355           | [ JR 16 ]    |
| 2015年（平成27年） | 14,683           | [ JR 17 ]    |
| 2016年（平成28年） | 14,797           | [ JR 18 ]    |
| 2017年（平成29年） | 15,090           | [ JR 19 ]    |
| 2018年（平成30年） | 15,165           | [ JR 1 ]     |

## 相鄰車站
東日本旅客鐵道
 中央本線
- 特急「梓」「超級梓」「甲斐路」停靠站

■普通
酒折（CO 42）－甲府（CO 43）－龍王（CO 44）
東海旅客鐵道
 身延線
- 特急「富士川」停靠站

■普通
金手－甲府

### 來源
1. ↑  . JR東日本. （原始内容存档于2001-05-06）.

### 使用情況
1. 1 2  各駅の乗車人員（2018年度） （页面存档备份，存于） - JR東日本
2. ↑  各駅の乗車人員（2000年度） （页面存档备份，存于） - JR東日本
3. ↑  各駅の乗車人員（2001年度） （页面存档备份，存于） - JR東日本
4. ↑  各駅の乗車人員（2002年度） （页面存档备份，存于） - JR東日本
5. ↑  各駅の乗車人員（2003年度） （页面存档备份，存于） - JR東日本
6. ↑  各駅の乗車人員（2004年度） （页面存档备份，存于） - JR東日本
7. ↑  各駅の乗車人員（2005年度） （页面存档备份，存于） - JR東日本
8. ↑  各駅の乗車人員（2006年度） （页面存档备份，存于） - JR東日本
9. ↑  各駅の乗車人員（2007年度） （页面存档备份，存于） - JR東日本
10. ↑  各駅の乗車人員（2008年度） （页面存档备份，存于） - JR東日本
11. ↑  各駅の乗車人員（2009年度） （页面存档备份，存于） - JR東日本
12. ↑  各駅の乗車人員（2010年度） （页面存档备份，存于） - JR東日本
13. ↑  各駅の乗車人員（2011年度） （页面存档备份，存于） - JR東日本
14. ↑  各駅の乗車人員（2012年度） （页面存档备份，存于） - JR東日本
15. ↑  各駅の乗車人員（2013年度） （页面存档备份，存于） - JR東日本
16. ↑  各駅の乗車人員（2014年度） （页面存档备份，存于） - JR東日本
17. ↑  各駅の乗車人員（2015年度） （页面存档备份，存于） - JR東日本
18. ↑  各駅の乗車人員（2016年度） （页面存档备份，存于） - JR東日本
19. ↑  各駅の乗車人員（2017年度） （页面存档备份，存于） - JR東日本

## 外部連結
- 車站資訊（甲府）：東日本旅客鐵道
- JR東海甲府站時刻表

35°40′2″N 138°34′8″E / 35.66722°N 138.56889°E